# Arturs Krišjānis Kariņš
Arturs Krišjānis Kariņš (Wilmington, 13 dicembre 1964) è un politico lettone con cittadinanza statunitense, Ministro degli Affari Esteri della Lettonia dal 15 settembre 2023 al 10 aprile 2024. In precedenza, è stato membro del Parlamento europeo fino al 2019 e primo ministro della Lettonia dal 23 gennaio 2019 al 15 settembre 2023.

## Biografia
Kariņš nacque a Wilmington, nel Delaware, Stati Uniti d'America, da una famiglia di origine lettone, emigrata quando la Lettonia venne assorbita dall'Unione Sovietica, dopo la Seconda guerra mondiale, ed ha le cittadinanze lettone e statunitense. Nel 1996 ottenne un dottorato in linguistica dall'Università della Pennsylvania. Poco dopo si trasferì in Lettonia, dove ha fondato la società Lāču ledus, impresa che opera nell'ambito della produzione e distribuzione di ghiaccio e cibi surgelati.

### Carriera politica

#### Gli inizi
È stato uno dei fondatori del partito Nuova Era nel 2002 e venne eletto al Saeima nell'ottobre dello stesso anno. Kariņš ha ricoperto l'incarico di presidente del gruppo parlamentare di Nuova Era dal 2002 al 2004 ed è stato ministro dell'economia nel primo governo guidato da Aigars Kalvītis dal dicembre 2004 all'aprile 2006. Nel marzo 2007 è divenuto uno dei due co-leader di Nuova Era (insieme a Einars Repše).
A seguito delle elezioni europee del 2009, in luglio è diventato membro del Parlamento europeo. In tale istituzione è stato membro della commissione su industria, ricerca ed energia, sostituto nella commissione su affari economici e monetari e nella commissione speciale sulle regole fiscali. Nel parlamento ha aderito al gruppo del Partito Popolare Europeo, il maggiore dell'VIII legislatura. Ha fatto anche parte del Gruppo di riconciliazione delle storie europee. Nel 2014 viene rieletto alle successive elezioni europee.

#### L'incarico di primo ministro

##### Primo incarico (2018-2022)
Nelle elezioni parlamentari lettoni del 2018 è stato il candidato del partito Unità per l'incarico di primo ministro. Il 7 gennaio 2019 è stato incaricato dal presidente Raimonds Vējonis di formare il nuovo governo. Dopo aver concluso un accordo di governo tra il suo partito e altri quattro (Nuovo Partito Conservatore, Sviluppo/Per!, A Chi Appartiene lo Stato? e Alleanza Nazionale), il suo governo ha ottenuto la fiducia del Saeima, con 61 favorevoli e 31 contrari, il 23 gennaio 2019.
Nel 2022, dopo l'invasione russa dell'Ucraina, il suo governo ha sostenuto la relazione informativa “Sull'introduzione del servizio di difesa nazionale”, che prevede l'avvio del servizio di difesa nazionale nel gennaio 2023 e l'obbligo di leva per i maschi di età compresa tra 18 e 27 anni e la possibilità per le femmine di richiedere l'accesso volontario al servizio militare.
In politica estera ha espresso posizioni di condanna nei confronti della Russia e dell'invasione dell’Ucraina e si è espresso favorevolmente all'aumento delle sanzioni internazionali e al potenziamento militare dei confini degli Stati del fronte est dell'Alleanza atlantica.

##### Secondo incarico (2022-2023)
In seguito alla vittoria della sua coalizione alle elezioni del 2022, viene nuovamente nominato, il 14 dicembre 2022, Ministro Presidente del Paese, dopo essere riuscito ad assicurarsi una maggioranza di 54 seggi alla Saeima per formare il suo secondo Governo.
Il 14 agosto 2023, a causa di contrasti tra i membri della coalizione, annuncia le dimissioni dell’esecutivo, effettive a partire dal 17 agosto. Viene succeduto da Evika Siliņa il 15 settembre.

#### Ministro degli Affari esteri (2023-2024)
Il 15 settembre, nel momento dell'entrata in carica del Governo Siliņa, viene nominato Ministro degli Affari Esteri.
Rassegna le dimissioni dalla carica il 10 aprile 2024, in seguito a un'inchiesta, venendo sostituito da Baiba Braže.